# Maribel Gonçalves
Maribel Gonçalves (nascida em 1 de abril de 1978) é uma atleta portuguesa. Ela competiu em marcha de 20 quilómetros nos Jogos Olímpicos de 2004.